# 白石渡站
白石渡站是一个京广线上的铁路车站，位于湖南省宜章县白石渡镇，目前为四等站，邮政编码为424200。车站目前货运办理普通整车货物的发到运输业务，车站主要的发送品为煤炭、金矿、非矿、矿建、农副，到达品为钢材、金矿、非矿、矿建等。现站址距丰台站1960公里，距广州站323公里，是京广铁路在湖南省内最南端的车站。

## 概要
白石渡站始建于1936年初，当时站内仅设有3股道，站房面积为90平方米。在京广铁路衡广复线建设期间，在原先站址东南方向3公里处建设新站，与老站通过长1.407公里的联络线连接。新站设有4条股道、2座站台，站房面积3797平方米，于1988年11月24日落成开通。站内设有通往宜章弘源化工、中石化宜章石油分公司、宜章宏达水泥等单位的专用线。
截至2016年，停靠白石渡站的列车只有来往郴州与白石渡的8629/8630次列车，车体为两辆22B型或25B型，由东风4B型柴油机车牵引，属于供铁路职工和沿线菜农乘坐的通勤列车。为方便农民进城，该列车既不售票也不收费，是国内唯一可以免费乘坐的铁路列车。该车次2018年仍可乘坐，直到2022年该车次停运。